# Pańszczyzna w Polsce

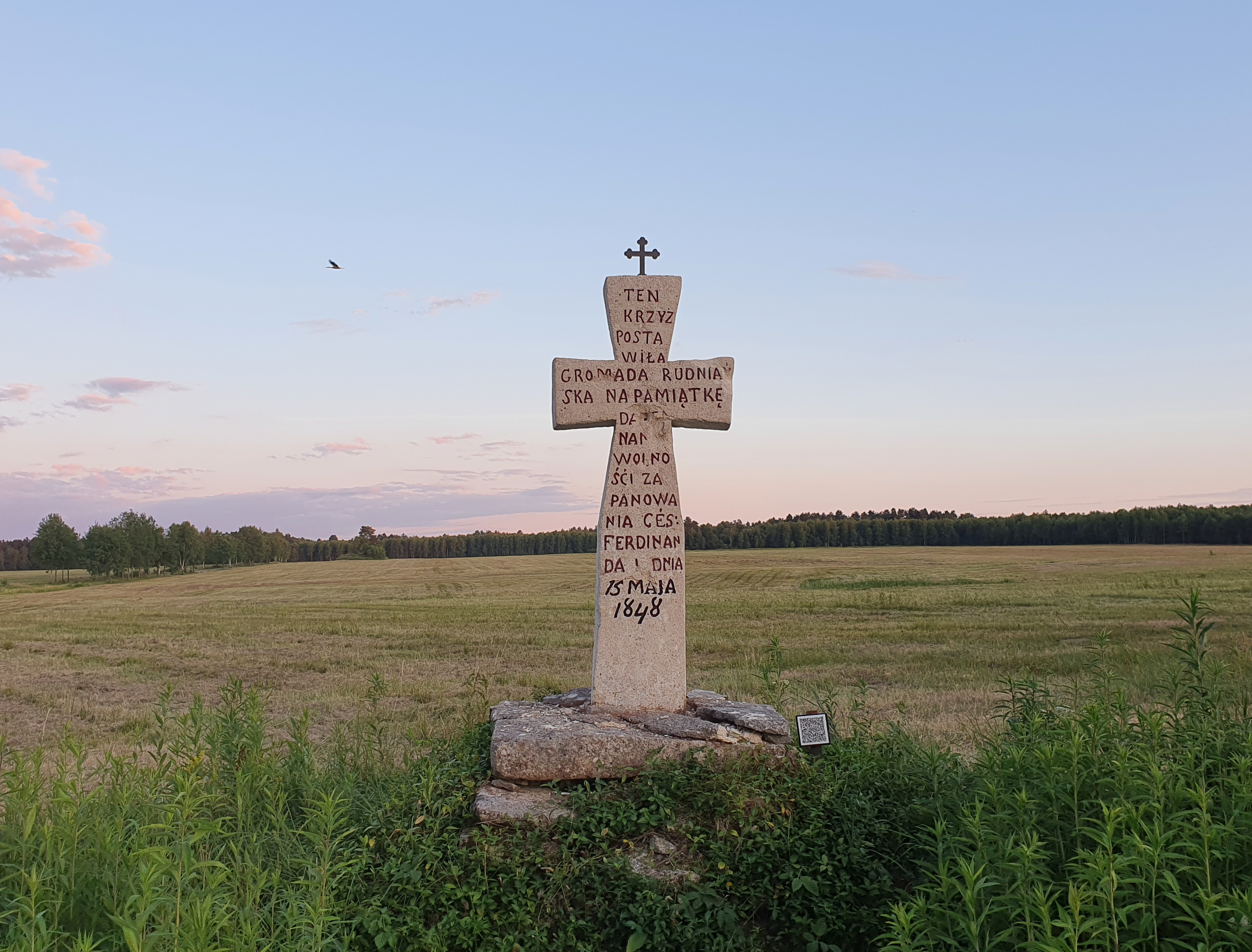
Pomnik w kształcie krzyża wzniesiony z inicjatywy galicyjskich chłopów upamiętniający zniesienie pańszczyzny w 1848 roku, w okresie panowania cesarza Ferdynanda I Habsburga. Na pomniku napis: TEN KRZYŻ POSTAWIŁA GROMADA RUDNIAŃSKA NA PAMIĄTKĘ DANIA NAM WOLNOŚCI ZA PANOWANIA CES: FERDINANDA I DNIA 15 MAJA 1848

Pańszczyzna w Polsce – forma renty feudalnej polegająca na pracy kmiecia na rzecz właściciela ziemskiego w zamian za użytkowanie przez niego łana kmiecego. Na ziemiach polskich pańszczyzna występowała od XII w. do 1864 r.. Na terenie zaboru austriackiego dekret cesarski z 1797 r. zabronił dziedzicom egzekwowania zaległej pańszczyzny.

## Przyczyny powstania pańszczyzny w Polsce i jej rozwój
Pańszczyzna stała się w Polsce dominującą formą płatności za użytkowanie gruntu. Wynikało to z gwałtownego rozwoju gospodarki folwarcznej. Jednym z większych problemów przy rozwoju owej gospodarki był problem z zapewnieniem siły roboczej i narzędzi . Początkowo możliwe było wykupienie się spod władzy feudała za pewną sumę pieniędzy (tzw. libertacja), jednak z biegiem czasu i tego zakazano. Już w XV wieku nierzadka była 2-, 3-dniowa pańszczyzna. Przywilej toruński upowszechnił w 1520 pańszczyznę do 1 dnia w tygodniu z łanu, lecz już w II połowie XVI wieku, w wyniku dania szlachcie wolnej ręki w sprawie ustalania długości pracy przy pańszczyźnie, za powszechną normę w królewszczyznach uznawano 2 dni w tygodniu z łanu, a prywatni i kościelni zarządcy wymagali od chłopów więcej .
W 1520 r. sejm ustanowił wysokość pańszczyzny na jeden dzień w tygodniu od uprawianego łana. W Polsce w późniejszym okresie wprowadzono naliczanie pańszczyzny od wielkości gruntu posiadanego przez chłopa za pomocą dni w tygodniu przypadających na łan – np. pańszczyzna 4 dni od łana tygodniowo oznaczała, że chłop mający połowę łana miał odpracować u pana 2 dni na każdy tydzień, a posiadacz 1 łanu – 4 dni; ponadto chłop nie musiał odpracowywać wyłącznie sam pańszczyzny – jeśli przez 1 dzień pracował wraz z 2 synami powyżej określonego wieku i 1 parobkiem, to zaliczano mu 4 dni. W XVII w. pańszczyzna osiągała wymiar 6 dni pracy darmowej tygodniowo.
W połowie XVII wieku pańszczyzna dochodziła do 4–5 dni, zaś w XVIII wieku nieraz do 6–7 czy też nawet 10 dni w tygodniu. Sporadycznie zdarzały się absurdalne przypadki że z 1/3 łana chłop musiał odpracować 12 dni w tygodniu. Warto zauważyć, że nie oznacza to, że chłop pracował codziennie – po prostu zobowiązany był do pracy wraz z synami lub wynajętymi parobkami tak, aby wykonać określoną ilość „osobodni roboczych” w tygodniu.
Księża Śmiglecki i Starowolski popierali ograniczenie pańszczyzny do 3–4 dni w tygodniu.
Aż do końca XVII wieku istniały w Polsce centralnej tereny, na których kmieć płacił czynsz, nie będąc zmuszony do pańszczyzny. Bogatsi chłopi mogli wykupić się z poddaństwa i osiąść w mieście.
W dobie reform oświeceniowych, w drugiej połowie XVIII wieku, sytuacja polskiego chłopa uległa poprawie. Piotr Kimla na poparcie tej teorii wskazuje zbiegostwo rosyjskich chłopów na terytorium Rzeczypospolitej, zauważając też, że zjawisko to mogłoby ulec intensyfikacji, gdyby przetrwało państwo polskie i jego Ustawa Rządowa z 3 maja 1791 r. Konstytucja ta przyznawała wolność wszystkim chłopom, którzy przedostaną się na obszar Polski, co wywolało sprzeciw carowej Katarzyny II, która stwierdziła, że ucieknie „do Polski większa część chłopów z Białej Rusi, a resztę by u mnie bałamucili”. Kimla zauważył też, że uciemiężenie chłopów w Rzeczypospolitej było niekiedy wyolbrzymiane przez cudzoziemskich pisarzy, przede wszystkim francuskich, i używane jako argument usprawiedliwiający rozbiory. Równocześnie wielu z tych pisarzy nie opisywało położenia rosyjskich chłopów, które było cięższe; za takie przedstawianie sprawy dostawali oni uposażenie z Petersburga. 
Rządy Rzeczypospolitej na ziemiach ukraińskich pamiętali chłopi jeszcze w czasie powstania styczniowego. Rzeczpospolita kojarzyła im się z uciskiem pańszczyźnianym i okrucieństwem ekonomów oraz hajduków polskich feudałów, dlatego opowiedzieli się po stronie władz carskich i wystąpili przeciw powstańcom styczniowym w ramach tworzonej m.in. tzw. straży wiejskiej. Prof. Andrzej Sulima Kamiński twierdzi, że dla chłopów polskość oznaczała nie wolność i godność obywatelską, lecz poddaństwo i poniżenie.

## Rodzaje pańszczyzny

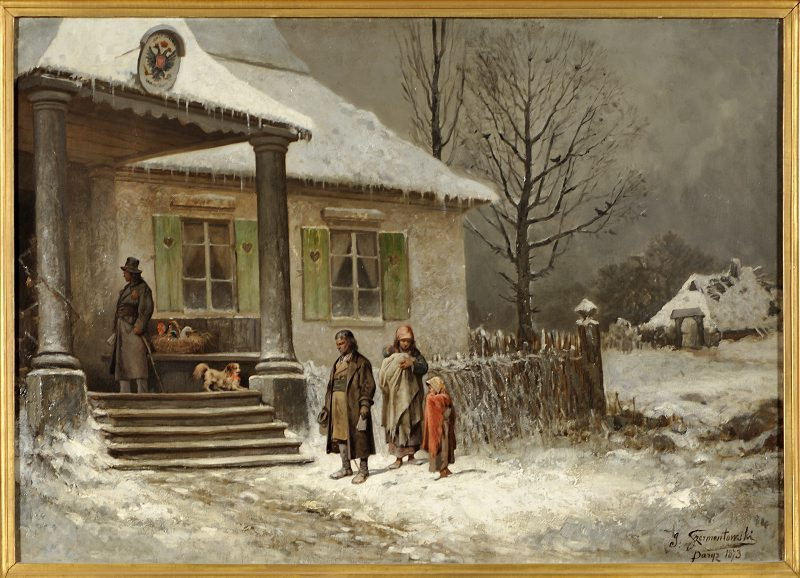
Poddaństwo, obraz Józefa Szermentowskiego (1873), Muzeum Narodowe w Warszawie

- Pańszczyzna wydziałowa (jutrzyna[14]) – wprowadzona w XVII – XVIII w., jako odpowiedź feudałów na obniżającą się jakość pracy chłopów pańszczyźnianych. Określano obszar, na którym miały być wykonane wszystkie prace, od orki po zwózkę zbiorów[15].
- Darmocha, daremszczyzny – darmowe i przymusowe prace wykonywane przez chłopów, niewyszczególnione w obowiązującym prawie ani w żadnej umowie między panem a chłopem[16].
- Powaby, tłoki lub gwałty – roboty nadzwyczajne, przymusowe i nieodpłatne wykonywane przez chłopów w okresie intensywnych prac rolnych (np. w czasie żniw, sianokosów lub orki), wynagradzane jedynie poczęstunkiem[17].

## Pańszczyzna a ludność żydowska w Polsce
Arendarze propinacji, dzierżawiący zazwyczaj wraz z browarami i karczmami pomocnicze gospodarstwa rolne rzędu małych (zagrodniczych) lub średnich gospodarstw chłopskich stanowili w XVIII w. ponad czwartą część ogółu ludności żydowskiej w Rzeczypospolitej. Ludzie ci nie pracowali na roli, lecz wyręczali się pańszczyźnianymi chłopami. Właściciele dóbr (także księża i zakonnicy pełniący funkcje administratorów dóbr duchownych) przekazywali im uzgodnioną w kontraktach liczbę pańszczyźnianych dniówek swoich poddanych.

## Wydarzenia związane z rozwojem i likwidacją problemu pańszczyzny w Polsce
- 1105 r. – przywilej tyniecki, pierwszy z dokumentów ustalający wymiar pańszczyzny w dobrach klasztornych i kościelnych; od XII w. do 1520 r. wymiar pańszczyzny obciążającej chłopów wynosił od 2 do 4 dni w roku[19][1].
- 1496 r. – statut piotrkowski – odtąd tylko jeden chłop w roku mógł opuścić wieś
- 1520 r. – przywilej toruński – podwyższono obowiązek odrabiania pańszczyzny do 1 dnia w tygodniu i objęto nim wszystkich poddanych[20]. Ciągle podwyższana pańszczyzna osiągnęła w XVIII w. w sporadycznych przypadkach 10 dni w tygodniu[1].
- 1760 r. – w dobrach magnackich Andrzeja Zamoyskiego pańszczyznę zamieniono chłopom na czynsz[1].
- 1776 r. – w projekcie prawa ziemskiego zwanego Kodeksem Zamoyskiego prawną poprawę bytu chłopów podjął Andrzej Zamoyski, kodeks został odrzucony przez sejm w 1780 r.[21].
- 1790 r. – autor broszury pt. „Uwagi praktyczne o poddanych polskich” postulował zamianę pańszczyzny na przymusowe oczynszowanie z urzędu[22]
- 1794 r. – Tadeusz Kościuszko, przebywając w Bosutowie, wydał 7 czerwca uniwersał zmniejszający chłopom wymiar pańszczyzny o połowę[23]
- 1794 r. – na mocy uniwersału połanieckiego chłopom przyznano wolność osobistą, nieusuwalność z użytkowanej ziemi oraz obniżenie wymiaru pańszczyzny o połowę[24].
- 1811 r. – na mocy edyktów z lat 1811–1850 zniesiono pańszczyznę na terenie zaboru pruskiego[1]. W Wielkim Księstwie Poznańskim w 1823 r.
- 1816 r. – utworzenie Towarzystwa Rolniczego Hrubieszowskiego przez Stanisława Staszica na terenie powiatu hrubieszowskiego, znoszącego pańszczyznę dla chłopów na jego terenie[25] .
- 1830 r. – Jan Olrych Szaniecki złożył w sejmie projekt zniesienia pańszczyzny, odrzucony przez posłów Królestwa Polskiego[26].
- 1846 r. – na mocy ukazu cara Mikołaja I Romanowa w Królestwie Polskim zniesiono pańszczyznę w formie darmoch, powabów i najmu przymusowego[27].
- 1848 r. – na mocy patentu z 17 kwietnia 1848 r. zniesiono pańszczyznę na terenie zaboru austriackiego. Zniesienie pańszczyzny było pokłosiem powstania krakowskiego i rzezi galicyjskiej[28].
- 1861 r. – pod wpływem masowej odmowy wykonywania świadczeń na rzecz dworów na mocy ukazu z 4 (16) maja wydanego przez cara Aleksandra II zniesiono pańszczyznę na terenie Królestwa Polskiego[29] w zamian za okup pańszczyźniany.
- 1862 r. – ukaz z 5 czerwca wprowadzał w Królestwie zmianę okupu na oczynszowanie[30] .
- 1863 r. – Rząd Narodowy w manifeście z 22 stycznia aby przyciągnąć masy chłopskie do powstania obiecywał uwłaszczenie chłopów w Królestwie Polskim, głosząc: Ziemia, którą lud rolniczy posiadał dotąd na prawach czynszu lub pańszczyzny, staje się od tej chwili bezwarunkową jego własnością[31].
- 1864 r. – ukaz z 19 lutego (2 marca) o uwłaszczeniu włościan w Królestwie Polskim wydany przez cara Aleksandra II zniósł okup pańszczyźniany i czynsz dzierżawny na rzecz właściciela gruntu, wprowadzając jednolity podatek gruntowy z którego m.in. wypłacano odszkodowania pieniężne przyznane byłym właścicielom, głównie szlachcie i klerowi[32]. Ukaz carski wprowadzał pełne i natychmiastowe uwłaszczenie chłopów, za odszkodowaniem[33].

## Żelarka
Mimo formalnego zniesienia pańszczyzny w XIX wieku na Orawie i Spiszu (w dobrach Salamonów i Jugenfeldów oraz w niektórych dobrach kościelnych), aż do lat 30. XX wieku istniała tzw. żelarka, którą można uznać za pewną formę pańszczyzny. Chłopi, którzy po uwłaszczeniu mieli zbyt mało ziemi, aby się z niej utrzymać, zmuszeni byli ponownie oddać się w zależność feudalną od możnowładcy. W zamian za grunt, mieszkanie i prawo użytkowania dworskich pastwisk, małorolny chłop (żelorz) zobowiązany był do świadczenia nieodpłatnej pracy rolnej na rzecz dworu. Zdarzało się że właściciele ziemscy głęboko ingerowali w życie prywatne żelorzy, m.in. określając minimalny wiek zawarcia przez nich małżeństwa, czy też sprzeciwiając się pracy podejmowanej przez rodzinę żelorza poza dobrami dworskimi.
Wniosek w sprawie zniesienia pańszczyzny na Spiszu i Orawie w 1920 złożył w sejmie poseł Wojciech Roj, później m.in. Feliks Gwiżdż.
Żelarka została ostatecznie zniesiona ustawą sejmową z dnia 20 marca 1931 r. o likwidacji stosunków żelarskich na Spiszu (Dz. U. RP, nr 37, poz. 288). 